# Pello (Zweden)
Pello is een dorp binnen de Zweedse gemeente Övertorneå. Het dorp met lintbebouwing ligt aan de Torne älv, aan de overzijde van de rivier ligt het Finse Pello. Het dorp Hannu is inmiddels tegen Pello aangegroeid.
Pello ligt aan de Zweedse weg 402, een verbindingsweg tussen de Riksväg 99 en de Europese weg 8 in Finland, kortweg een weg tussen Pello en Pello.
Midden in de rivier ligt het voor het verkeer onbereikbare eiland Kylänsaari tussen beide dorpen, ook per vaartuig is het moeilijk te bereiken aangezien de stroming ter plaatse zeer hevig is. Alleen in de winter kan een oversteek gemaakt worden; de Torne is dan veelal bevroren.
Bestuurscentrum: Övertorneå waaronder Turovaara
Tätort: Hedenäset · Juoksengi · Svanstein
Småort: Aapua · Haapakylä · Jänkisjärvi · Kuivakangas · Maaherra, Aili en Kieri · Neistenkangas · Pello · Poikkijärvi · Pudas · Rantajärvi
Overig: Alkullen · Armasjärvi · Bäckesta · Ekfors · Härkäsaadio · Hirvijärvi · Kannusjärvi · Kukasjärvi · Koutojärvi · Kuurajärvi · Kuusijärvi · Liehittäjä · Littiäinen · Luppio · Matojärvi · Mettäjärvi · Mukkajärvi · Oja · Olkamangi · Orjasjärvi · Pallakka · Penttäjä · Persomajärvi · Pirttijärvi · Potila · Puhkuri · Raitajärvi · Risudden-Vitsaniemi · Ruokojärvi · Ruskola · Siekasjärvi · Soukolojärvi · Soukolojoki · Vyöni · Ylinenjärvi · Ylinenjoki